# Diocesi di Tavio
La diocesi di Tavio (in latino Dioecesis Taviana) è una sede soppressa del patriarcato di Costantinopoli e sede titolare della Chiesa cattolica.

## Storia
Tavio, identificabile con Büyüknefesköy nella provincia di Yozgat in  Turchia, è un'antica sede episcopale della provincia romana della Galazia Prima nella diocesi civile del Ponto. Faceva parte del patriarcato di Costantinopoli ed era suffraganea dell'arcidiocesi di Ancira.
Nella leggendaria Vita di san Melezio e compagni, ricordati nel martirologio romano alla data del 24 maggio, si fa menzione del vescovo san Dicasio. Storicamente accertato è invece un altro Dicasio, che prese parte al concilio di Neocesarea nel 314 e al primo concilio ecumenico celebrato a Nicea nel 325. Il vescovo Giuliano è documentato tre volte: nel 449 prese parte al brigantaggio di Efeso; nel 451 era tra i padri del concilio di Calcedonia; nel 458 sottoscrisse la lettera dei vescovi della Galazia Prima all'imperatore Leone dopo la morte di Proterio di Alessandria. Anastasio intervenne al secondo concilio di Costantinopoli nel 553. Gregorio era presente al concilio detto in Trullo nel 692. Fileto partecipò al concilio dell'869 che condannò il patriarca Fozio di Costantinopoli. La sigillografia ha infine restituito il nome del vescovo Teofilatto, il cui sigillo è datato al X secolo.
Dal XX secolo Tavio è annoverata tra le sedi vescovili titolari della Chiesa cattolica; la sede è vacante dall'8 luglio 1965.

## Cronotassi

### Vescovi greci
- San Dicasio †
- Dicasio † (prima del 314 - dopo il 325)
- Giuliano † (prima del 449 - dopo il 458)
- Anastasio † (menzionato nel 553)
- Gregorio † (menzionato nel 692)
- Fileto † (menzionato nell'869)
- Teofilatto † (X secolo)

### Vescovi titolari
- Domenico Pozzoni, P.I.M.E. † (12 luglio 1905 - 20 febbraio 1924 deceduto)
- Godric Kean † (14 luglio 1924 - 5 maggio 1933 deceduto)
- Karol Niemira † (26 maggio 1933 - 8 luglio 1965 deceduto)